# シーボルト事件
シーボルト事件（シーボルトじけん）は、江戸時代後期の1828年（文政11年）に、ドイツ人医師フィリップ・フランツ・フォン・シーボルトが、国防上の理由から日本国外への持ち出しが禁止されていた「大日本沿海輿地全図」（「伊能図」）などを持ち出そうとして発覚し、国外追放処分を受けた事件である。シーボルトに地図を贈った幕府の書物奉行兼天文方筆頭高橋景保をはじめとする多数の関係者、蘭学者が幕府によって処罰されたことから、この事件は蛮社の獄に先立つ蘭学者弾圧事件となった。

## 概要
1828年（文政11年）9月、オランダ商館付きのドイツ人医師であるシーボルトが任期を終えてオランダへ帰国する直前、国防上の理由から国家機密として日本国外への持ち出しが禁止されていた「大日本沿海輿地全図」の写しをシーボルトが所持していることが発覚した。シーボルトは地図を没収され、1829年10月に国外追放のうえ再渡航禁止の処分を受けた。しかし、シーボルトはひそかに地図を持ち出しており、1840年には「大日本沿海輿地全図」にもとづく日本地図がオランダで発行された。日本側では、シーボルトに地図を贈った書物奉行兼天文方の高橋景保が獄死（のち死体に対して斬首）したのをはじめ、眼科奥医師土生玄碩が改易されるなど、多数の幕府関係者が処罰された。また、シーボルトに教えを受けた蘭学者も多数処罰されたことから、この事件は蛮社の獄に先立つ蘭学者弾圧事件となった。

## 事件の経緯

### 事件の背景
江戸幕府は17世紀以来いわゆる鎖国とよばれる政策をとり、日本と諸外国との関係を限定してきたが、19世紀前半のこの頃には西洋列強も本格的に極東に進出するようになり、日本近海にも外国船がしばしば現れるようになっていた。1808年のフェートン号事件など、外国船が日本に到来する事件が相次いだため、シーボルト事件の3年前にあたる1825年には日本沿岸に接近する外国船を追い返すことを命じた異国船打払令が発された。
このような状況のもと、国防上の理由から全国の沿岸地図の必要性を感じた幕府は、幕府天文方高橋至時に暦法を学んだ伊能忠敬による全国測量事業を後援した。こうして作製されたのが、非常に精密な日本地図である「大日本沿海輿地全図」（1821年完成）である。なお、忠敬は地図の完成を見ることなく1818年に死去したが、至時の子であり同じく天文方だった高橋景保が地図作製の仕上げ作業を監督した。

### 事件の発端
1796年にドイツの優秀な医師の家系に生まれたシーボルトは自身も医師であったが、植物学に関心を抱いていた。シーボルトは東洋での博物学的調査を志し、オランダの軍医としてオランダ領東インドに赴任した。その後、オランダ領東インド総督に日本研究の希望を述べて認められたことから、出島のオランダ商館付きの医師として来日した。
1823年に出島に着任したシーボルトは、現地役人の信頼を得て出島外の長崎市内で日本人を対象とする診療行為に携わるかたわら、鳴滝塾を開いて医師や蘭学者を相手に医学を教授し、また日本についての博物学的・民族誌的調査を行っていた。
日本滞在中のシーボルトが精力的に博物学的調査を行っていることから、シーボルトが来日した理由のひとつに学問上の探求心があったことは間違いないように思われる。しかし、シーボルトがオランダ領東インド総督にあてた書簡に自分の肩書を「外科少佐及び調査任務付き」としていること、江戸城本丸の詳細な図面や樺太測量図、武具の解説図などが見つかっていることから、シーボルトが諜報を目的として来日したとする説がある。また、シーボルトは自分に師事していた高野長英から医師以外の肩書は何かと問われた際に「コンテンス・ポンテー・ヲルテ」とラテン語で答えたと渡辺崋山が記しているが、これは「コレスポンデントヴェルデ」であり、内情探索官と訳すべきものである。
1826年4月、シーボルトはオランダ商館長の江戸参府に随行し、将軍徳川家斉に謁見した。シーボルトは江戸で複数の学者と交友を持ったが、幕府の書物奉行兼天文方筆頭高橋景保が保管していた「大日本沿海輿地全図」に関心を抱いた。一方、樺太東岸の資料を求めていた景保がシーボルトの所有するクルーゼンシュテルンの航海記『世界周航記』に関心を持ったことから、景保の「大日本沿海輿地全図」の写しとシーボルトの『世界周航記』の交換が成立した。

### 事件の発覚
将軍に謁見するため江戸に上っていたシーボルトらは1826年7月に江戸から出島に帰還した。シーボルトはこの旅行の間にも1000点を超える日本名・漢字名植物標本を収集していたが、さらに日本の北方の植物にも興味を抱き、間宮林蔵が蝦夷地で採集した押し葉標本を手に入れるため、間宮に書簡と布地を送った。しかし間宮は外国人との私的な物品の贈答は国禁に触れると考え、書簡を開封せず上司に提出した。
間宮の提出した書簡が発端となり、景保をはじめ多数の関係者が幕府の取り調べを受けた。なお、間宮と景保との間には確執があったといわれる。また、この当時、事件が発覚したのは間宮が告発を行ったためであると信じられていた。

#### 事件発覚の経緯について
従来、この事件が発覚した原因に関しては、シーボルトが入手した禁制品を載せた船が暴風雨（シーボルト台風）に見舞われて座礁し、積み荷から地図などが発見されたことによって露見したとする蘭船積み荷発覚説が一般的だった。1996年に梶輝行が暴風雨で座礁した船内から地図などの禁制品が発見されたという逸話が後世の創作であることを明らかにして以来、江戸露見説が有力である。
事件当時のオランダ商館長の日記によると、問題の地図を積んでいたとされるコルネリウス・デ・ハウトマン号は1828年10月に出航を予定していたが、同年9月17日夜半から18日未明に西日本を襲った猛烈な台風（シーボルト台風）のため座礁し、同年12月まで離礁できなかった。船に積み込まれていたのは船体の安定を保つためのバラスト用の銅500ピコルだけであり、座礁した船は臨検されることなくそのままにされた。
また、2019年には、長崎で三井越後屋の代理店を経営していた長崎商人中野用助が江戸の本店に送った事件の報告書の写しが発見された。中野の報告書では、事件の経緯について、まずシーボルトの伊能図所持が江戸で発覚し、江戸から飛脚で長崎に通報され、それを受けて長崎奉行所がシーボルトを取り調べた結果、伊能図をはじめさまざまな禁制品が見つかったとされており、この内容はオランダ商館長の日記を裏付けるものとなっている。

### 関係者の取り調べと処分
江戸で景保が逮捕されると、幕府は景保がシーボルトに送った日本地図を押収するよう長崎奉行所に内命を下し、出島のシーボルトは尋問と家宅捜索を受けた。軟禁下のシーボルトは研究活動と植物標本や剥製の作製を行って過ごした。このときのシーボルトは大量の動植物の標本や個人的に収集していた絵画などを無事にオランダやバタヴィアに搬出できるか懸念していた。日本地図など禁制品は押収されたが、『北斎漫画』などの絵画の類はバタヴィア経由でオランダのライデンへ送られている。
シーボルトは幕府の尋問に対し、自分の情報収集はもっぱら学問上の目的によるものであると主張し、地図の返還を拒否した。また、捕まった日本の友人らを助けるため彼らに責任があることを否定し、さらにみずから日本の住民となって終生日本に留まることで人質になることを申し出た。景保は1829年3月に獄死し、シーボルトの身も危ぶまれたが、彼の陳述によって多くの友人や協力者が助かったといわれる。しかし、日本地図の国外持ち出し禁止を知らなかったとは考えにくいこと、日本近海の海底の深度測定を行っていたことなどから、幕府はシーボルトに対するスパイの疑いを解かず、地図を没収のうえ国外追放および再渡航禁止の処分とした。
日本側関係者の処分は多岐にわたった。シーボルトに地図を贈った景保は獄死したが、その死体は塩蔵され、のちに改めて死罪判決が下されたうえで斬首された。また、景保の子らも遠島となった。ベラドンナ（実際にはその代用品であるハシリドコロ）を用いた開瞳術を教わる見返りとして将軍から拝領した三つ葉葵の紋服を贈った眼科奥医師土生玄碩は改易のうえ終身禁固となった（のち赦免）。そのほか、オランダ商館長が江戸に参府する際の定宿を提供していた長崎屋源右衛門、シーボルトの門人二宮敬作、高良斎、出島絵師川原登与助（川原慶賀）、通詞の馬場為八郎、吉雄忠次郎、稲部市五郎、堀儀左衛門、末永甚左衛門、岩瀬弥右衛門、同弥七郎、さらに召し使いにいたるまで五十数人が処罰された。

### 事件後のシーボルト
シーボルトは幕府の処分を受けて1829年10月に出国した。景保がシーボルトに贈った伊能図の写しは没収されたとされているものの、シーボルトはひそかに同図を持ち出しており、1840年にはオランダで伊能図にもとづく日本地図が発行された。
事件から30年後の1858年（安政5年）に日蘭修好通商条約が締結されると、シーボルトの再渡航禁止処分も解除され、翌1859年、シーボルトは長男アレクサンダーを伴って再来日し、幕府の外交顧問となった。この2度目の来日中の1862年（文久2年）にも、シーボルトのために日本の歴史書を翻訳したかどで、秘書役の三瀬諸淵が捕らえられるという事件が起こった。ただし、諸淵の妻でありシーボルトの孫娘にあたる楠本高子の手記は、諸淵が捕らえられた理由を歴史書の翻訳とはしていない。